# 81. Oscar-gála
A 81. Oscar-gálán 2008 legjobb filmjeit díjazták, megrendezésére 2009. február 22-én, vasárnap került sor a Kodak Filmszínházban, Hollywoodban, Kalifornia államban. Az Amerikai Egyesült Államokban az eseményt az ABC és Magyarországon az RTL Klub közvetítette élőben. Az est házigazdája – első ízben – Hugh Jackman ausztrál színész volt, aki korábban Emmy-díjat kapott az 58. Tony-gálán betöltött hasonló szerepe révén. A díjátadó producere az Oscar-díjra jelölt Laurence Mark, executive producere pedig az Oscar-díjas író-rendező, Bill Condon volt. A SAG, azaz a színészek szövetségének sztrájkja nem érintette a ceremóniát. A jelöltek listáját a Benjamin Button különös élete vezette 13 nevezéssel, amiből azonban csak három Oscart sikerült elvinnie – helyette a Gettómilliomos c. film tarolt.

## Díjazottak
| Kategória                     | Győztes                       |                          |
| ----------------------------- | ----------------------------- | ------------------------ |
| Legjobb film                  | Gettómilliomos                |                          |
| Legjobb férfi főszereplő      | Sean Penn                     | Milk                     |
| Legjobb női főszereplő        | Kate Winslet                  | A felolvasó              |
| Legjobb férfi mellékszereplő  | Heath Ledger                  | A sötét lovag            |
| Legjobb női mellékszereplő    | Penélope Cruz                 | Vicky Cristina Barcelona |
| Legjobb rendező               | Danny Boyle                   | Gettómilliomos           |
| Legjobb eredeti forgatókönyv  | Milk                          | Dustin Lance Black       |
| Legjobb adaptált forgatókönyv | Gettómilliomos                | Simon Beaufoy            |
| Legjobb fényképezés           | Gettómilliomos                |                          |
| Legjobb vágás                 | Gettómilliomos                |                          |
| Legjobb díszlet               | Benjamin Button különös élete |                          |
| Legjobb jelmez                | A hercegnő                    |                          |
| Legjobb smink                 | Benjamin Button különös élete |                          |
| Legjobb eredeti filmzene      | Gettómilliomos                |                          |
| Legjobb eredeti betétdal      | Gettómilliomos                | „Jai Ho”                 |
| Legjobb hang                  | Gettómilliomos                |                          |
| Legjobb hangvágás             | A sötét lovag                 |                          |
| Legjobb vizuális effektusok   | Benjamin Button különös élete |                          |
| Legjobb animációs film        | WALL•E                        |                          |
| Legjobb idegen nyelvű film    | Okuribito                     | Japán                    |
| Legjobb dokumentumfilm        | Man on Wire                   |                          |
| Legjobb rövid dokumentumfilm  | Smile Pinki                   |                          |
| Legjobb animációs rövidfilm   | La Maison en Petits Cubes     |                          |
| Legjobb rövidfilm             | Spielzeugland                 |                          |

## Kategóriák és jelöltek

### Legjobb film
- Benjamin Button különös élete (Kathleen Kennedy, Frank Marshall, Ceán Chaffin)
- A felolvasó (Anthony Minghella, Sydney Pollack, Donna Gigliotti, Redmond Morris)
- Frost/Nixon (Brian Grazer, Ron Howard, Eric Fellner)
- Gettómilliomos (Christian Colson)
- Milk (Dan Jinks, Bruce Cohen)

### Legjobb színész
- Richard Jenkins (A látogató)
- Frank Langella (Frost/Nixon)
- Sean Penn (Milk)
- Brad Pitt (Benjamin Button különös élete)
- Mickey Rourke (A pankrátor)

### Legjobb színésznő
- Anne Hathaway (Rachel esküvője)
- Angelina Jolie (Elcserélt életek)
- Melissa Leo (A befagyott folyó)
- Meryl Streep (Kétely)
- Kate Winslet (A felolvasó)

### Legjobb mellékszereplő színész
- Josh Brolin (Milk)
- Robert Downey Jr. (Trópusi vihar)
- Philip Seymour Hoffman (Kétely)
- Heath Ledger (A sötét lovag)
- Michael Shannon (A szabadság útjai)

### Legjobb mellékszereplő színésznő
- Amy Adams (Kétely)
- Penélope Cruz (Vicky Cristina Barcelona)
- Viola Davis (Kétely)
- Taraji P. Henson (Benjamin Button különös élete)
- Marisa Tomei (A pankrátor)

### Legjobb rendező
- Danny Boyle (Gettómilliomos)
- Stephen Daldry (A felolvasó)
- David Fincher (Benjamin Button különös élete)
- Ron Howard (Frost/Nixon)
- Gus Van Sant (Milk)

### Legjobb eredeti forgatókönyv
- Milk (Dustin Lance Black)
- A befagyott folyó (Courtney Hunt)
- Hajrá, boldogság! (Mike Leigh)
- Erőszakik (Martin McDonagh)
- WALL·E (Andrew Stanton, Jim Reardon, Pete Docter)

### Legjobb adaptált forgatókönyv
- Benjamin Button különös élete  (Eric Roth, Robin Swicord)
- A felolvasó (David Hare)
- Frost/Nixon (Peter Morgan)
- Gettómilliomos  (Simon Beaufoy)
- Kétely (John Patrick Shanley)

### Legjobb fényképezés
- Benjamin Button különös élete (Claudio Miranda)
- Elcserélt életek (Tom Stern)
- A felolvasó (Chris Menges, Roger Deakins)
- Gettómilliomos (Anthony Dod Mantle)
- A sötét lovag (Wally Pfister)

### Legjobb vágás
- Benjamin Button különös élete (Kirk Baxter, Angus Wall)
- Frost/Nixon (Mike Hill, Daniel P. Hanley)
- Gettómilliomos (Chris Dickens)
- Milk (Elliot Graham)
- A sötét lovag (Lee Smith)

### Legjobb díszlet
- Benjamin Button különös élete (Donald Graham Burt, Victor J. Zolfo)
- Elcserélt életek James J. Murakami, Gary Fettis)
- A hercegnő (Michael Carlin, Rebecca Alleway)
- A sötét lovag (Nathan Crowley, Peter Lando)
- A szabadság útjai (Kristi Zea, Debra Schutt)

### Legjobb jelmez
- Ausztrália (Catherine Martin)
- Benjamin Button különös élete (Jacqueline West)
- A hercegnő (Michael O’Connor)
- Milk (Danny Glicker)
- A szabadság útjai (Albert Wolsky)

### Legjobb smink
- Benjamin Button különös élete (Greg Cannom)
- Hellboy II: Az Aranyhadsereg (Mike Elizalde, Thomas Floutz)
- A sötét lovag (John Caglione Jr., Conor O'Sullivan)

### Legjobb eredeti filmzene
- Benjamin Button különös élete (Alexandre Desplat)
- Ellenállók (James Newton Howard)
- Gettómilliomos (A. R. Rahman)
- Milk (Danny Elfman)
- WALL·E (Thomas Newman)

### Legjobb eredeti betétdal
- Gettómilliomos – A. R. Rahman, Sampooran Singh Gulzar: „Jai Ho”
- Gettómilliomos – A. R. Rahman, Maya Arulpragasam: „O Saya”
- WALL·E – Peter Gabriel, Thomas Newman: „Down To Earth”

### Legjobb hang
- Benjamin Button különös élete (David Parker, Michael Semanick, Ren Klyce, Mark Weingarten)
- Gettómilliomos (Ian Tapp, Richard Pryke, Resul Pookutty)
- A sötét lovag (Lora Hirschberg, Gary Rizzo, Ed Novick)
- WALL·E (Tom Myers, Michael Semanick, Ben Burtt)
- Wanted (Chris Jenkins, Frank A. Montaño, Petr Forejt)

### Legjobb hangvágás
- Gettómilliomos (Tom Sayers, Glenn Freemantle)
- A sötét lovag (Richard King)
- A Vasember (Frank E. Eulner, Christopher Boyes)
- WALL·E (Ben Burtt, Matthew Wood)
- Wanted (Wylie Stateman)

### Legjobb vizuális effektek
- Benjamin Button különös élete (Eric Barba, Steve Preeg, Burt Dalton, Craig Barron)
- A sötét lovag (Nick Davis, Chris Corbould, Timothy Webber, Paul J. Franklin)
- A Vasember (John Nelson, Ben Snow, Daniel Sudick, Shane Mahan)

### Legjobb animációs film
- Kung Fu Panda (John Stevenson, Mark Osborne)
- Volt (Chris Williams, Byron Howard)
- WALL·E (Andrew Stanton)

### Legjobb idegen nyelvű film
- A Baader–Meinhof-csoport (Németország)
- A falak között (Franciaország)
- Libanoni keringő (Izrael)
- Okuribito (Japán)
- Revanche (Ausztria)

### Legjobb dokumentumfilm
- The Betrayal – Nerakhoon (Ellen Kuras, Thavisouk Phrasavath)
- Encounters at the End of the World (Werner Herzog, Henry Kaiser)
- The Garden (Scott Hamilton Kennedy)
- Man on Wire (James Marsh, Simon Chinn)
- Trouble the Water (Tia Lessin, Carl Deal)

### Legjobb rövid dokumentumfilm
- The Conscience of Nhem En (Steven Okazaki)
- The Final Inch (Irene Taylor Brodsky, Tom Grant)
- Smile Pinki (Megan Mylan)
- The Witness from the Balcony of Room 306 (Adam Pertofsky, Margaret Hyde)

### Legjobb animációs rövidfilm
- La Maison en Petits Cubes (Kunio Katô)
- Oktapodi (Emud Mokhberi, Thierry Marchand)
- Presto (Doug Sweetland)
- This Way Up (Alan Smith, Adam Foulkes)
- Ubornaja istorija – ljubovnaja istorija (Konstantin Bronzit)

### Legjobb rövidfilm
- Auf der Strecke (Reto Caffi)
- Manon sur le bitume (Elizabeth Marre, Olivier Pont)
- New Boy (Steph Green, Tamara Anghie)
- Grisen (Tivi Magnusson, Dorthe Warnø Høgh)
- Spielzeugland (Jochen Alexander Freydank)

### Jean Hersholt humanitárius díj
- Jerry Lewis

## Végső eredmény
(Győzelem/jelölés)
| 8/10 | Gettómilliomos                |
| 3/13 | Benjamin Button különös élete |
| 2/8  | Milk                          |
| 2/8  | A sötét lovag                 |
| 1/6  | WALL·E                        |
| 1/5  | A felolvasó                   |
| 1/2  | A hercegnő                    |
| 1/1  | Vicky Cristina Barcelona      |